# Órbita inclinada
Una órbita inclinada es aquella órbita descrita por un cuerpo alrededor de otro cuando el ángulo entre dicha órbita y un determinado plano de referencia es distinto de 0 grados. Este ángulo se llama inclinación orbital. 
En el caso de un satélite orbitando alrededor de la Tierra, el plano de referencia es el del ecuador celeste. En el caso de un planeta orbitando alrededor del Sol, el plano de referencia es el de la eclíptica. En el caso del Sol orbitando alrededor del centro galáctico, el plano de referencia es el plano galáctico.

## Tipos

### Órbitas geosíncronas
Una órbita geosíncrona es una órbita inclinada con una altitud de unos 37 000 km (23 000 mi) que completa una revolución cada día sidéreo trazando un pequeño analema (forma de ocho) en el cielo.
Una órbita geoestacionaria es como una órbita geosíncrona pero sin inclinación y, por lo tanto, sin movimiento aparente en el cielo al ser observada desde un punto fijo en la superficie de la Tierra. Debido a su inestabilidad inherente, las órbitas geoestacionarias se inclinarán eventualmente si no se corrigen con sistemas de mantenimiento de posición orbital. Al final de la vida útil del satélite, cuando el combustible se acerca al agotamiento, los operadores de satélites pueden decidir omitir estas costosas maniobras corrección de la inclinación y controlar únicamente la excentricidad orbital. Esto prolonga la vida útil del satélite, ya que consume menos combustible con el tiempo, pero a cambio solo puede comunicarse con antenas terrestres que sean capaces de seguir el movimiento norte-sur, es decir estaciones terrestres de seguimiento de satélites.

### Órbitas polares
Una órbita polar es una órbita inclinada con 90 grados de inclinación y, por lo tanto, sobrevuela los polos del planeta en cada pasada. Este tipo de órbitas se utilizan a menudo para satélites de observación de la Tierra y meteorológicos.

### Órbitas heliosíncronas
Una órbita heliosíncrona es una órbita inclinada que realiza una precesión a la misma velocidad que la del Sol en su movimiento a lo largo de la eclíptica, lo cual hace que el satélite se eleve sobre un lugar fijo en la superficie del planeta a la misma hora solar media cada día.
Estas órbitas tienen una inclinación dada por la siguiente ecuación:
{\displaystyle \cos(i)\approx -\left({\frac {T}{3.795{\text{ hr}}}}\right)^{\frac {7}{3}}}
donde {\displaystyle i} es la inclinación orbital, y {\displaystyle T} es el periodo orbital.